# Rzęsa
Rzęsa (Lemna L.) – rodzaj drobnych roślin wodnych z rodziny obrazkowatych, liczący 13 gatunków występujących niemal na całym świecie, z czego 5 w Polsce. Rzęsy są jednymi z najmniejszych roślin zielnych. Osiągnęły niezwykłą skuteczność rozmnażania wegetatywnego, w sprzyjających warunkach potrafią podwoić swoją liczebność nawet w 48 godzin. Z uwagi na wysoką zawartość białka stanowią istotne źródło pożywienia dla wielu gatunków zwierząt. Rośliny te znalazły wiele zastosowań, przede wszystkim jako rośliny pastewne. Z uwagi na swoje zdolności fitoremediacyjne wykorzystywane są też na całym świecie, w tym w Polsce, do biologicznego oczyszczania ścieków.

## Zasięg geograficzny
Rzęsa jest rodzajem kosmopolitycznym, którego przedstawiciele występują naturalnie lub zostali naturalizowani niemal na całym świecie. Jedynymi regionami, w których rzęsa nie występuje, są wyspy środkowego Atlantyku, wyspy południowo-środkowego Pacyfiku i Antarktyka. Do czasu odkrycia w 2002 roku introdukowania do Jemenu roślin z gatunku Lemna perpusilla rzęsa nie występowała też na Półwyspie Arabskim.
Ekstremalny zasięg występowania rodzaju nie oznacza, że wszystkie zaliczane do niego gatunki są równie dobrze przystosowane do każdych warunków klimatycznych. Każdy gatunek rzęsy ma  charakterystyczny obszar występowania, na przykład rzęsa garbata występuje przede wszystkim w klimacie śródziemnomorskim, a rzęsa drobna jest gatunkiem rodzimym dla chłodniejszych obszarów Ameryki Północnej, Europy i zachodniej Azji, rzadko występującym w innych regionach, głównie za sprawą introdukcji i naturalizacji.
Zasięg występowania większości gatunków rzęsy obejmuje różne kontynenty, jedynie trzy gatunki występują regionalnie: Lemna disperma w Australii i Nowej Zelandii, Lemna japonica na Dalekim Wschodzie i Lemna yungensis w Boliwii.
Gatunki flory Polski
Zgodnie z Krytyczną Listą Roślin Naczyniowych Polski w Polsce występują:
- rzęsa garbata – Lemna gibba L.
- rzęsa drobna, rzęsa mniejsza – Lemna minor L.
- rzęsa trójrowkowa – Lemna trisulca L.

W ostatnich latach do Polski introdukowane zostały dwa inne gatunki rzęsy:
- rzęsa turionowa, rzęsa purpurowa Lemna turionifera Landolt – po raz pierwszy zaobserwowana w 1987 roku w okolicach Krakowa[8], obecnie szerzej rozprzestrzeniona w Polsce północno-wschodniej i wschodniej (okolice Elbląga, Olsztyna, Suwałk, Łomży i Siedlec) i w Polsce południowej (okolice Przemyśla i Brzeska). Znane są również pojedyncze stanowiska tego gatunku nad Odrą[9],
- rzęsa drobniutka Lemna minuta Kunth – zaobserwowana w 2007 r. na dwóch stanowiskach: w rezerwacie przyrody Łężczak oraz w Ogrodzie Botanicznym we Wrocławiu[10].

## Morfologia

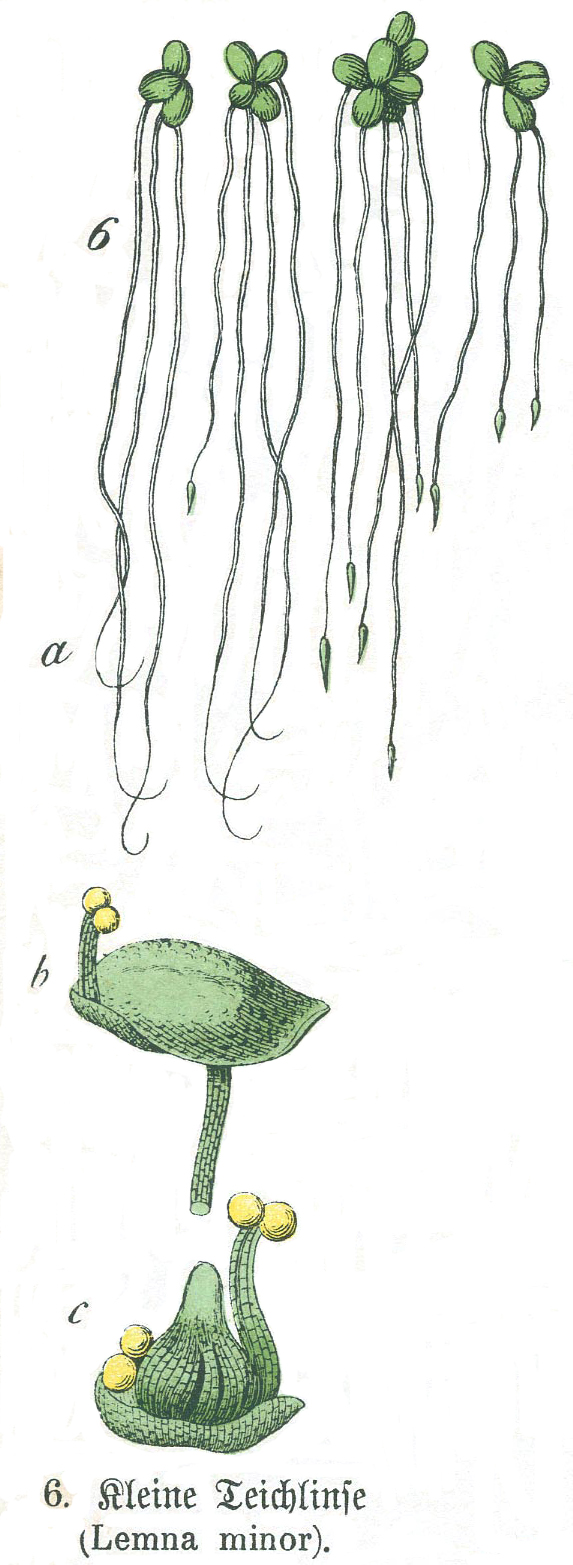
Morfologia rzęsy drobnej:
a) cztery kolonie naturalnej wielkości
b) człon pędowy z rozwijającym się pręcikiem
c) kwiat (pośrodku słupek tkwiący w pochwie /niewidoczny/, po prawej rozwinięty pręcik, po lewej rozwijający się pręcik)

PokrójRzęsy to jedne z najmniejszych roślin zielnych o długości od 1 do 5 mm (jedynie rzęsa trójrowkowa osiąga rozmiar od 6 do 10 mm).
PędRośliny o ciele uproszczonym do poziomu organizacji roślin plechowatych, których jedynymi wyróżnialnymi organami są zredukowane kwiaty oraz korzeń. Ich organizmy stanowią luźnokomórkowe człony pędowe, będące hybrydami rozwojowymi pochodzącymi zarówno z zawiązków liści, jak i łodygi, według niektórych badaczy prawdopodobnie zatrzymanych częściowo na etapie rozwoju zarodkowego (w niektórych publikacjach człony określane są jako plechy). Są one spłaszczone, rzadziej rozdęte po stronie brzusznej przez miękisz powietrzny (np. u rzęsy garbatej), w przekroju owalno-podłużne (w przypadku rzęsy trójrowkowej bardzo wydłużone, z wyodrębnionym długim trzonkiem), z 1–3 (rzadziej 5) wiązkami przewodzącymi, jasnozielone (niemal przezroczyste) lub ciemnozielone, niekiedy nasycone czerwonawymi antocyjanami. U niektórych gatunków po stronie grzbietowej występują w rzędzie drobne brodawki. Rzęsy rosną na powierzchni wody, pojedynczo lub w koloniach składających się z kilku, przeważnie 2–8 roślin złączonych niewyraźnym trzonkiem. Jedynie w przypadku rzęsy trójrowkowej rośliny są zanurzone i tworzą łańcuch złożony z od 10 do 30 roślin, często potomnych, połączonych ze sobą wyraźnymi, długimi i stożkowatymi trzonkami. Często są tak liczne, że tworzą zwarte pokrycie powierzchni zbiornika (tzw. "kożuch"). Rzęsy są organizmami proliferatycznymi. Organizmy potomne (a w przypadku rzęsy turionowej również pędy przetrwalne) powstają w 2 merystematycznych woreczkach umieszczonych brzusznie po każdej stronie członu pędowego (powstają w nich również kwiaty).
KorzenieRzęsy tworzą pojedynczy korzeń wyrastający po brzusznej stronie członu pędowego. U roślin o grubszych członach pędowych często widoczna jest głęboka bruzda korzeniowa. Korzenie pozbawione są tkanki przewodzącej, są bardzo smukłe, nie grubsze niż 0,5 mm, nie przyrastają na grubość, nie rozgałęziają się, nie rozwijają włośników, ich koniec okryty jest pochewką. Długość korzenia rzęsy jest uzależniona od warunków środowiskowych. Niski poziom azotu, fosforanów lub pierwiastków śladowych powoduje rozwój długiego korzenia. W przypadku wysokiej żyzności wody rośliny tworzą bardzo krótkie korzenie lub nie tworzą ich w ogóle.
KwiatyZ uwagi na skuteczność rozmnażania wegetatywnego rośliny z tego rodzaju rzadko kwitną. Kwiaty obupłciowe (według innych autorów kwiatostany składające się z 1 kwiatu żeńskiego i 2 kwiatów męskich) powstają pojedynczo w każdym z woreczków umieszczonych po bokach członu pędowego i otoczone są błoniastą pochwą. Kwiat zbudowany jest z jednokomorowej zalążni, zawierającej jeden amfitropowy lub ortotropowy zalążek (rzadko od 2 do 4 anatropowych zalążków), zakończonej kubeczkowatym znamieniem, oraz dwóch dwukomorowych pręcików.
OwoceOwocem jest kulista i lekko spłaszczona, podobna do mieszka łagiewka, zawierająca jedno (rzadziej kilka), podłużnie żeberkowane (rzadko gładkie) nasiono z wyraźnym wieczkiem (operculum).
Gatunki podobneRzęsy odróżniają się od przedstawicieli innych rodzajów z podrodziny rzęsowych posiadaniem jednego korzenia (rośliny z rodzajów wolfia i Wolffiella są pozbawione korzeni, a te z rodzajów spirodela i Landoltia posiadają ich więcej niż jeden).

## Biologia
RozwójRzęsy są roślinami wodnymi, jednorocznymi. Są to unoszące się na powierzchni wody lemnidy, jedynie rzęsa trójrowkowa zaliczana jest przez niektórych autorów do unoszących się wolno w toni wodnej ceratofilidów.
Z uwagi na skuteczność rozmnażania wegetatywnego rośliny te rzadko kwitną. Rośliny podwajają swoją masę w ciągu 1–6 dni, a swoją liczbę w ciągu 2–3 dni. W wodach żyznych obszar pokryty przez te rośliny może ulec podwojeniu w bardzo krótkim czasie. Każda roślina tworzy w ciągu życia określoną, zależną od gatunku, liczbę organizmów potomnych, po czym umiera. Po śmierci organizm rzęsy traci chlorofil i żółknie, jednak z uwagi na obecność miękiszu powietrznego długo utrzymuje się na powierzchni wody, przed całkowitym rozkładem. Jedynym gatunkiem rzęsy tworzącym turiony jest rzęsa turionowa. Turiony tego gatunku są bezkorzeniowe, mniejsze i ciemniejsze od organizmów potomnych.
Są to rośliny bądź długiego (np. rzęsa garbata), bądź krótkiego dnia (np. Lemna aequinoctialis). Ich fotoperiodyzm regulowany jest przez system fitochromatyczny, indukowany kwasem salicylowym. Rzęsy kwitną latem, zwykle w okresie od czerwca do sierpnia, rzadziej już pod koniec maja lub we wrześniu. Na początku okresu kwitnienia kolonie rzęsy rozdzielają się na mniejsze grupy, na przykład w przypadku rzęsy garbatej składające się np. z 4–5 osobników, a w przypadku rzęsy trójrowkowej 2–4. Przed zakwitnięciem w roślinach zachodzą przemiany morfologiczne, na przykład człon pędowy rzęsy drobnej nabiera ciemniejszej pigmentacji oraz powiększa się w związku z rozrostem międzykomórkowych przestworów powietrznych, w przypadku rzęsy trójrowkowej człon pędowy staje się cieńszy i jaśniejszy, a jego wierzchołek zgina się ku dołowi, a rzęsa garbata nabiera oliwkowo-purpurowego koloru. Kwiaty powstają pojedynczo w każdym z woreczków umieszczonych po bokach członu pędowego. Znamię słupka emituje dużą kroplę nektaru, przywabiającego małe owady. Jej poruszenie powoduje wchłonięcie nektaru przez słupek. Jeżeli nie był on pokryty ziarnami pyłku, kropla pojawia się ponownie po kilku godzinach. Kwiat żeński jest płodny przez jedną dobę. Pręciki obu kwiatów męskich pojawiają się w odstępie 24 godzin, różny jest też czas ich płodności. Pierwszy pręcik pozostaje aktywny przez 60 godzin, a drugi 90 godzin. Pyłek roznoszony jest przez drobne owady poruszające się po tworzonym przez rośliny kożuchu, przede wszystkim wodne roztocze i mszyce, jednak po 12–24 godzinach staje się on lekki i kruchy, co pozwala strumieniom powietrza przenosić go na duże odległości. Rzęsy są więc przede wszystkim roślinami owadopylnymi, ale również wiatropylnymi. Od momentu zainicjowania zmian morfologicznych do przekwitnięcia roślin mija około 20 dni.
Owoce rzęsy są przenoszone na duże odległości przede wszystkim na odnóżach ptaków i przez wodę. Ponieważ jednak rzadko one owocują, za ich rozprzestrzenianie odpowiedzialne jest przede wszystkim przenoszenie roślin przez ptaki, płazy, ryby, inne zwierzęta żyjące w środowisku wodnym oraz prądy wodne. Rozprzestrzenianiu przez zwierzęta sprzyja lepkość korzeni, które łatwo przylegają do ich ciał. Ponieważ rzęsy wchłaniają wodę i substancje mineralne za pośrednictwem dolnej części członów pędowych, korzenie poza ułatwianiem rozprzestrzeniania służą do stabilizacji roślin (działają analogicznie do dryfkotwy).
Cechy fitochemiczneOrganizmy rzęsy zawierają od 2% do 4% kwasu szczawiowego, który w wodach o wysokim poziomie wapnia powoduje formowanie się w miękiszu tych roślin kryształów szczawianu wapnia w postaci rafidów i druzów. Rzęsy są również bogate w leucynę, treoninę, walinę, izoleucynę i fenyloalaninę.
GenetykaKomórki rzęs posiadają 20, 30, 36, 40, 42, 50, 60, 70 lub 80 chromosomów, tworzących odpowiednio 10, 15, 18, 20, 21, 25, 30, 35 lub 40 par homologicznych.

## Systematyka
Pozycja rodzaju w systemie Cronquista (1981)Rodzina rzęsowatych (Lemnaceae), rząd obrazkowców (Arales), podklasa Arecidae, klasa jednoliściennych (Liliopsida) w gromadzie Magnoliophyta.
Pozycja rodzaju według Angiosperm Phylogeny Website (aktualizowany system APG IV z 2016)Podrodzina rzęsowych (Lemnoideae), rodzina obrazkowatych (Araceae), rząd żabieńcowców (Alismatales) w kladzie jednoliściennych (ang. monocots).
Gatunki zgodnie z podziałem według Lesa (2002)
- sekcja Lemna
  - Lemna disperma Hegelmaier
  - Lemna ecuadoriensis Landolt (obecnie uznany za synonim Lemna obscura[5])
  - Lemna gibba L. – rzęsa garbata
  - Lemna japonica Landolt
  - Lemna minor L. – rzęsa drobna, rzęsa mniejsza
  - Lemna obscura (Austin) Daubs
  - Lemna trisulca L. – rzęsa trójrowkowa
  - Lemna turionifera Landolt – rzęsa turionowa, rzęsa purpurowa
- sekcja Alatae
  - Lemna aequinoctialis Welwitsch
  - Lemna perpusilla Torrey
- sekcja Biformes
  - Lemna tenera Kurz
- sekcja Uninerves
  - Lemna minuta C.S. Kunth – rzęsa drobniutka
  - Lemna valdiviana Philippi
  - Lemna yungensis Landolt

## Nazewnictwo
Etymologia nazwy naukowejNazwa lemna została użyta do określenia tych roślin już w czasach antycznych, w pracach botanicznych Teofrasta z Eresos. Nazwa ta pochodzi prawdopodobnie od greckiego słowa λίμνη (limni), oznaczającego jezioro.
Nazwy zwyczajoweW roku 1852 Ignacy Rafał Czerwiakowski, w pracy Opisanie róślin jednolistniowych lekarskich i przemysłowych, użył dla określenia rodzaju Lemna nazwy "rząsa". Gatunek Lemna minor opisał pod polską nazwą "rząsa mniejsza" lub "rząsa wodna", a gatunek Lemna gibba, zaliczony do rodzaju Thelmatophace, pod nazwą "piegawka garbata" lub "rząsa garbata". W łacińsko-polskim Słowniku nazwisk zoologicznych i botanicznych polskich (...) Erazma Majewskiego z roku 1894 wymienionych zostało kilka polskich nazw zwyczajowych i regionalnych rodzaju Lemna: "rząsa", "rzęsa", "porząsa", "włóknica", "żaboryń", a także polskie nazwy rzęsy drobnej: "rzęsa wodna", "dzierzęga", "mech wodny", "żabia". W roku 1900 Józef Rostafiński w Słowniku polskich imion rodzajów oraz wyższych skupień roślin (...) wskazał podstawową polską nazwę rodzaju "rząsa", podając nazwy oboczne "włóknica", "dzierzęga" i "rzęsa". Obecnie w języku polskim rodzaj Lemna występuje wyłącznie pod nazwą "rzęsa", w niemieckim pod nazwą Wasserlinsen (soczewica wodna), a w angielskim duckweed (kaczy chwast, kacze zielsko).
Homonimy taksonomiczneLemna Rafinesque – rodzaj wątrobowców z rodziny Ricciaceae

## Ekologia

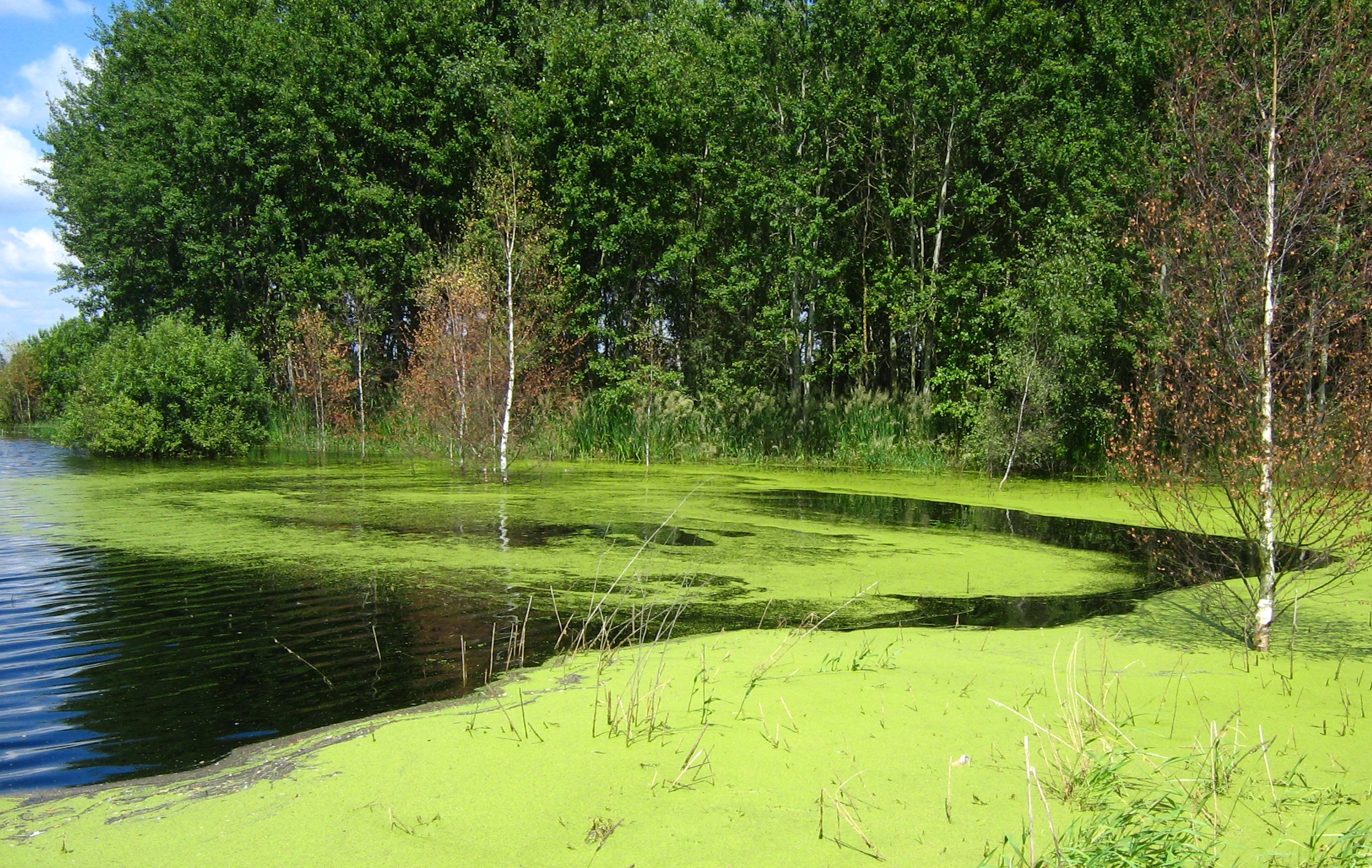
Stanowisko rzęsy drobnej w pobliżu Łukowa

SiedliskoWody stojące i wolno płynące, głównie jeziora, stawy, rowy, kanały i strumienie, a także niewielkie zbiorniki wodne na bagnach, trzęsawiskach i marszach. Rzęsy preferują wody eutroficzne, słodkie. Tolerują zasolenie do poziomu 60 mM NaCl. Rzęsy mogą zasiedlać również krótkotrwale wysychające zbiorniki wodne, w których przeżywają na powierzchni mokrego błota.

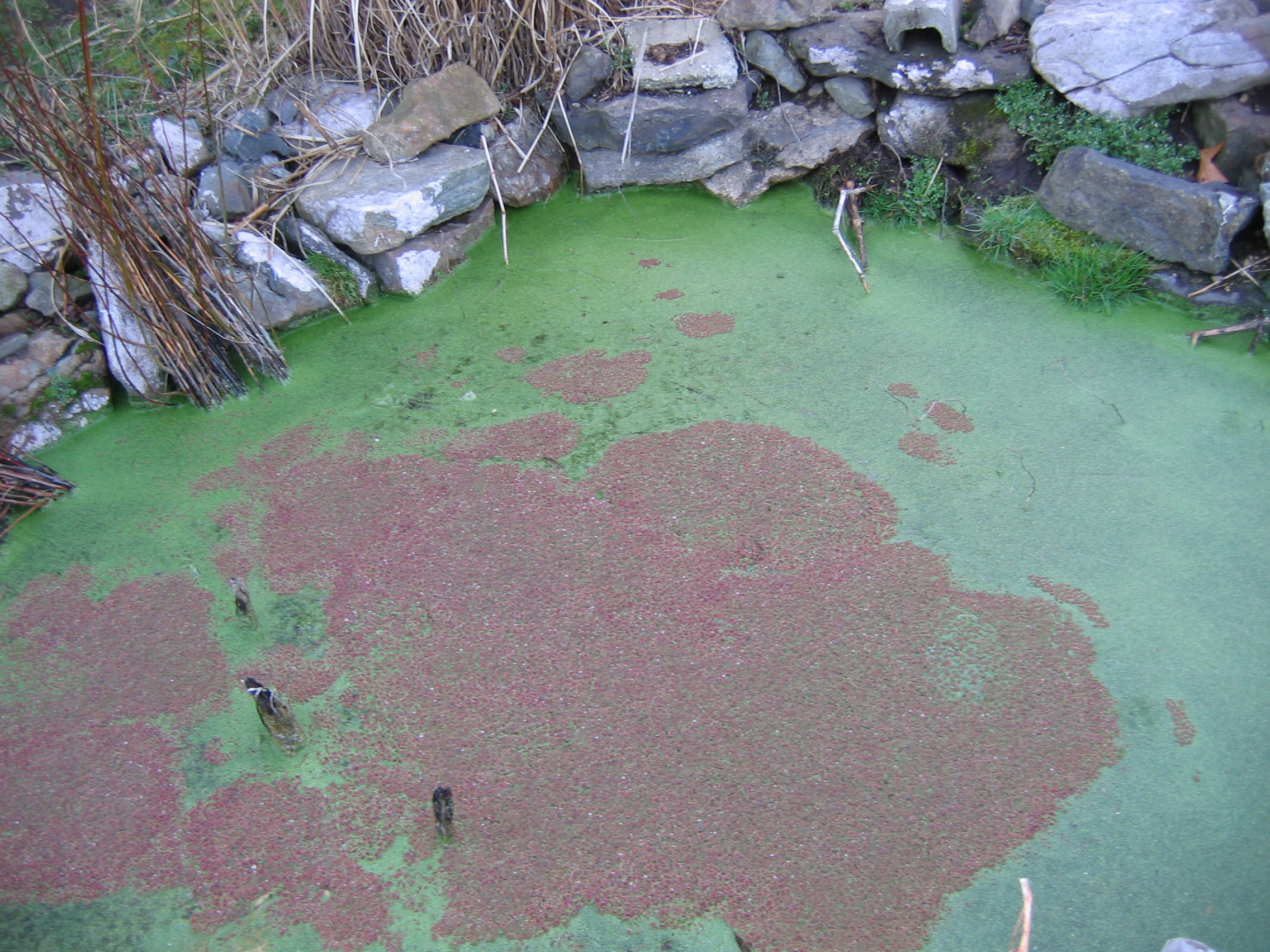
Konkurencja między rzęsą drobną a azollą karolińską

Interakcje międzygatunkoweRzęsy są naturalnym konkurentem glonów i innych roślin wodnych. Pokrycie przez rzęsę powierzchni zbiornika wodnego powoduje silne zacienienie dna, co znacząco redukuje populację fitobentosu (dodatkowe znaczenie dla organizmów przydennych mają duże ilości opadającej na dno materii organicznej obumierających rzęs, które zmieniają jego strukturę i chemizm). Szczególnie wrażliwe na tego typu zacienienie są rośliny z grupy izoetydów, które nie mogą kompensować zmniejszenia natężenia światła wzrostem ku powierzchni wody. Z drugiej strony niektóre gatunki glonów, prawdopodobnie w wyniku antagonistycznych oddziaływań allelopatycznych, hamują rozwój rzęsy. Poszczególne gatunki rzęsy rywalizują również ze sobą, a także innymi lemnidami. W modelach alternatywnych stanów stabilnych zbiorników wodnych jednym z możliwych trwałych stanów ekologicznych jest sytuacja, gdy dominującą pozycję uzyskują pleustofity. W takim przypadku ich kożuch powoduje zacienienie głębszych warstw, redukując stan nie tylko fitobentosu, ale również fitoplanktonu. W przypadku rzęs jednak stan taki występuje rzadko i jest spotykany jedynie w niewielkich zbiornikach (stawach, rowach).
W naturze rzęsa stanowi istotne źródło pożywienia dla wielu gatunków zwierząt i mikroorganizmów. Rośliny te stanowią składnik diety ptaków wodnych (przede wszystkim kaczek), roślinożernych ryb i owadów. Niektóre gatunki insektów są tak utożsamiane z rzęsami, że znalazło to odzwierciedlenie w ich nazwie, na przykład Lemnaphila scotlandae Cresson (krótkorogie muchówki z rodziny Ephydridae) i Tanysphyrus lemnae Paykull (chrząszcze wielożerne z rodziny ryjkowcowatych). Rzęsy są również kolonizowane przez grzyby pasożytnicze z gatunku Pythium myriotylum, będące istotnym patogenem tych roślin.
Charakterystyka fitosocjologicznaW klasyfikacji zbiorowisk roślinnych rzęsa drobna jest gatunkiem charakterystycznym Cl. Lemnetea minoris oraz Ass. Lemno minoris-Salvinion natantis, rzęsa garbata Ass. Lemnion gibbae, a rzęsa trójrowkowa Ass. Riccio fluitantis-Lemnion trisulcae.

## Zagrożenie i ochrona
W 2004 roku w Czerwonej księdze gatunków zagrożonych ujęty został, z kategorią "zagrożony" (EN A4c), gatunek rzęsy Lemna ecuadoriensis, endemiczny dla Ekwadoru. Według IUCN znane są jedynie dwie populacje tego gatunku, w prowincjach El Oro i Guayas, zagrożone przez niszczenie siedlisk. Obecnie gatunek ten jest uznawany za synonim Lemna obscura.
Występujące w Polsce gatunki rzęsy nie podlegają ochronie gatunkowej na podstawie przepisów krajowych. Nie zostały one również uznane za gatunki ważne dla Unii Europejskiej w dyrektywie siedliskowej. Niektóre gatunki rzęs występują w siedliskach przyrodniczych, będących przedmiotem systemu ochrony zagrożonych składników różnorodności biologicznej kontynentu europejskiego "Natura 2000".

## Zastosowanie
Rośliny spożywczeRzęsa garbata spożywana jest w Izraelu na surowo lub po ugotowaniu, w surówkach, sałatkach lub jako jarzyna. Rzęsa drobna spożywana jest w różnych krajach azjatyckich i w Ameryce Północnej jako dodatek do sałatek i zup. Ekstrakt białkowy z rzęsy otrzymał zgodę Unii Europejskiej na produkcję i wprowadzenie do obrotu na potrzeby żywnościowe ludzi.
Rośliny pastewneRzęsy odgrywają ważną rolę jako wartościowe źródło pożywienia dla zwierząt hodowlanych. Rośliny te zawierają od 86% do 97% wody, a w suchej masie przeciętnie od 6,8% do 45% białka, 1,8% – 9,2% lipidów, 14,1% – 43,6% węglowodanów, 5,7% – 16,2% włókna oraz 12% – 27,6% popiołów. Zawartość makroelementów w suchej masie rzęsy wynosi: 0,03% – 2,8% fosforu, 0,18% – 4,5% wapnia, 0,08% – 4,29% chloru, 0,03% – 7,0% potasu, 0,03% – 1,3% sodu, 0,33% – 7,0% siarki, 0,8% – 7,8% azotu, 5,4% wodoru i 30,5% – 43,7% węgla. Rośliny te zawierają również do 11,4% glinu, do 3,25% boru, do 3,2% żelaza, do 2,8% magnezu, do 6,4% manganu, do 5,35% krzemu oraz do 75 mg/kg cynku, 20 mg/kg miedzi i 1025 mg/kg karotenów. Zawartość składników odżywczych i pierwiastków w tych roślinach jest zdeterminowana przez warunki środowiskowe, w wodach eutroficznych jest ona wyższa niż w oligotroficznych. Ponieważ z rzęsy pozyskuje się więcej białka z metra kwadratowego niż z soi, wiele jej gatunków jest uprawianych na skalę masową, przede wszystkim na paszę dla ryb hodowlanych, bydła, owiec, świń, drobiu i królików. W uprawie przemysłowej uzyskuje się rocznie przeciętnie około 10–20 ton suchej masy rzęsy z hektara, jednak w odpowiednich warunkach klimatycznych, przy dużym nawożeniu plony sięgają 44 ton.
Rośliny leczniczeRzęsy znajdują zastosowanie w ziołolecznictwie. Ziele rzęsy (Herba Lemnae) zawiera śluz roślinny, pektyny, skwalen, fitosterole, diterpeny, fitol, cukry (apiozę, ksylozę i amylozę), ligniny, kwas syringowy, kwas kawowy, kwas ferulowy, kwasy tłuszczowe i mangan, wykazując działanie czyszczące krew, mobilizujące układ odpornościowy, przeciwreumatyczne, przeciwartretyczne, przeciwzapalne, odżywcze, obniżające poziom cholesterolu we krwi, osłaniające i powlekające błony śluzowe oraz przeciwkaszlowe. Jego stosowanie wskazane jest w przewlekłych dermatozach na tle zaburzeń metabolicznych, miażdżycy, spadku odporności, chorobach reumatycznych, stanach zapalnych układu oddechowego, a także w kuracjach odtruwających, wzmacniających i odżywczych. Ziele rzęsy można pozyskiwać tylko z wód czystych. Można ją suszyć, zamrozić lub spożywać na surowo, po 1 łyżeczce 3 razy dziennie przez co najmniej 21 dni. Według innych źródeł rośliny z gatunku rzęsa drobna stosowana są również w leczeniu trudności w oddawaniu moczu, a także zewnętrznie w leczeniu chorób skóry i w obrzękach. Irokezi stosują na obrzęki macerat z rzęsy trójrowkowej. Udowodniono możliwość pozyskiwania z rzęsy drobnej terapeutycznych przeciwciał monoklonalnych.

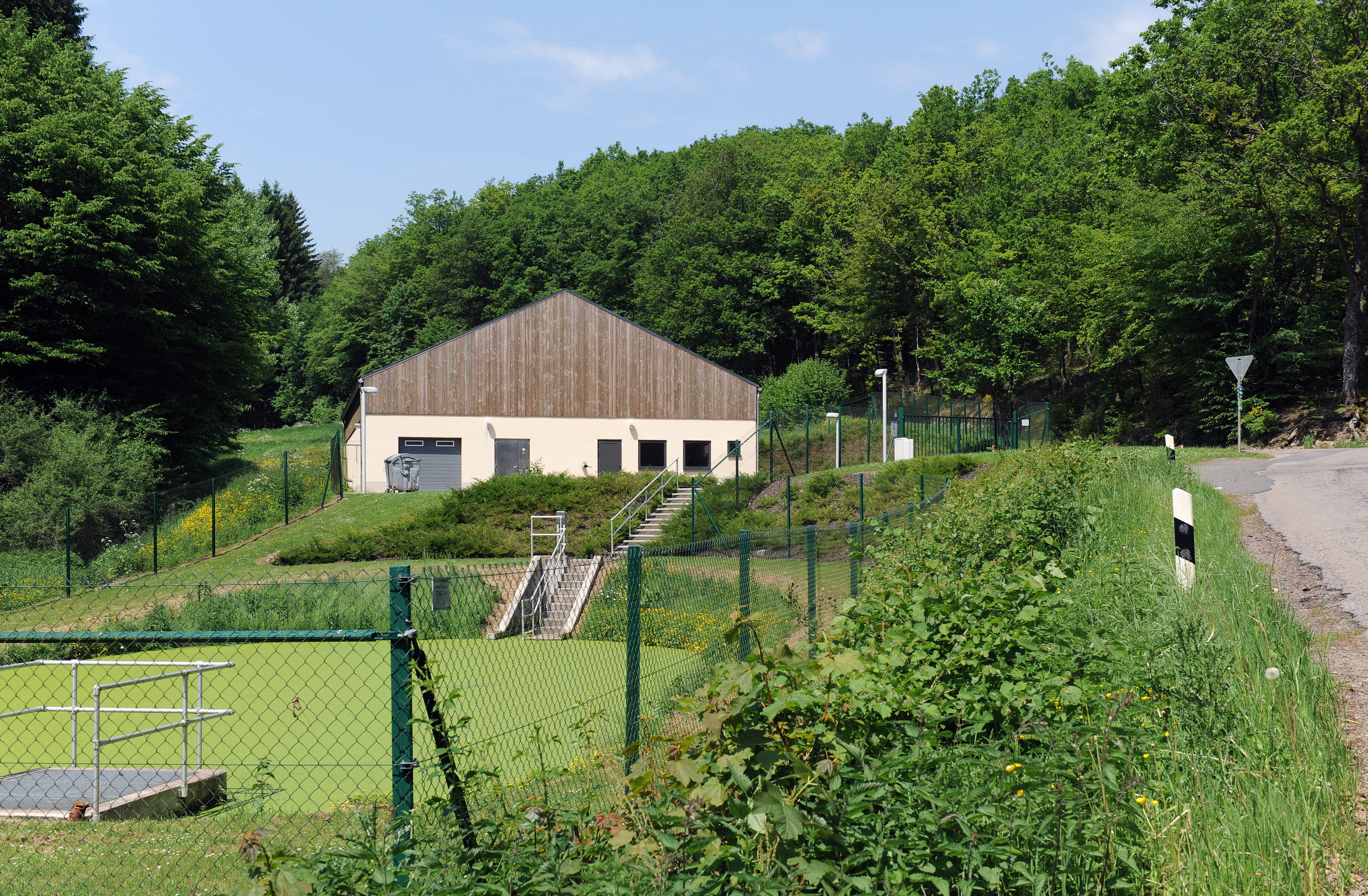
Oparta na rzęsie oczyszczalnia ścieków w Luksemburgu

Rośliny fitoremediacyjneWłaściwości fitoremediacyjne oraz szybki przyrost roślin z rodzaju rzęsa są wykorzystywane w biologicznym oczyszczaniu ścieków. Badania przeprowadzone na gatunkach rzęsa garbata i rzęsa drobna udowodniły wysoką skuteczność tych roślin w eliminacji fitoplanktonu i bakterii kałowych oraz zanieczyszczeń chemicznych, przede wszystkich azotanów, amoniaku, ortofosforanów oraz związków miedzi, ołowiu, cynku i kadmu. Oparte na rzęsie oczyszczalnie ścieków zostały opatentowane w Stanach Zjednoczonych w 1985 roku, znajdując zastosowanie na całym świecie. Mimo że w obszarze klimatu umiarkowanego wykorzystanie rzęsy jest ograniczone z uwagi na krótki okres wegetacyjny, w Polsce od 1992 zbudowano wiele wodno-roślinnych oczyszczalni ścieków typu „Lemna”. Na początku 2. dekady XXI w. udział tego typu oczyszczalni wśród wszystkich oczyszczalni makrofitowych w Polsce wynosił ok. 40%. Odpady rzęsy pozyskiwane z oczyszczalni ścieków, po poddaniu wermikompostowaniu przekształcają się w wartościowy kompost. Stosowanie tego typu oczyszczalni w warunkach środkowoeuropejskich budzi jednak kontrowersje ze względu na uwarunkowania klimatyczne. Zdarza się, że stawy przeznaczone do uprawy rzęsy są jej niemal całkowicie pozbawione. Co więcej, według niektórych badań nawet oczyszczalnie z właściwie wytworzonym kożuchem rzęsy w tych warunkach nie spełniają swojej funkcji.

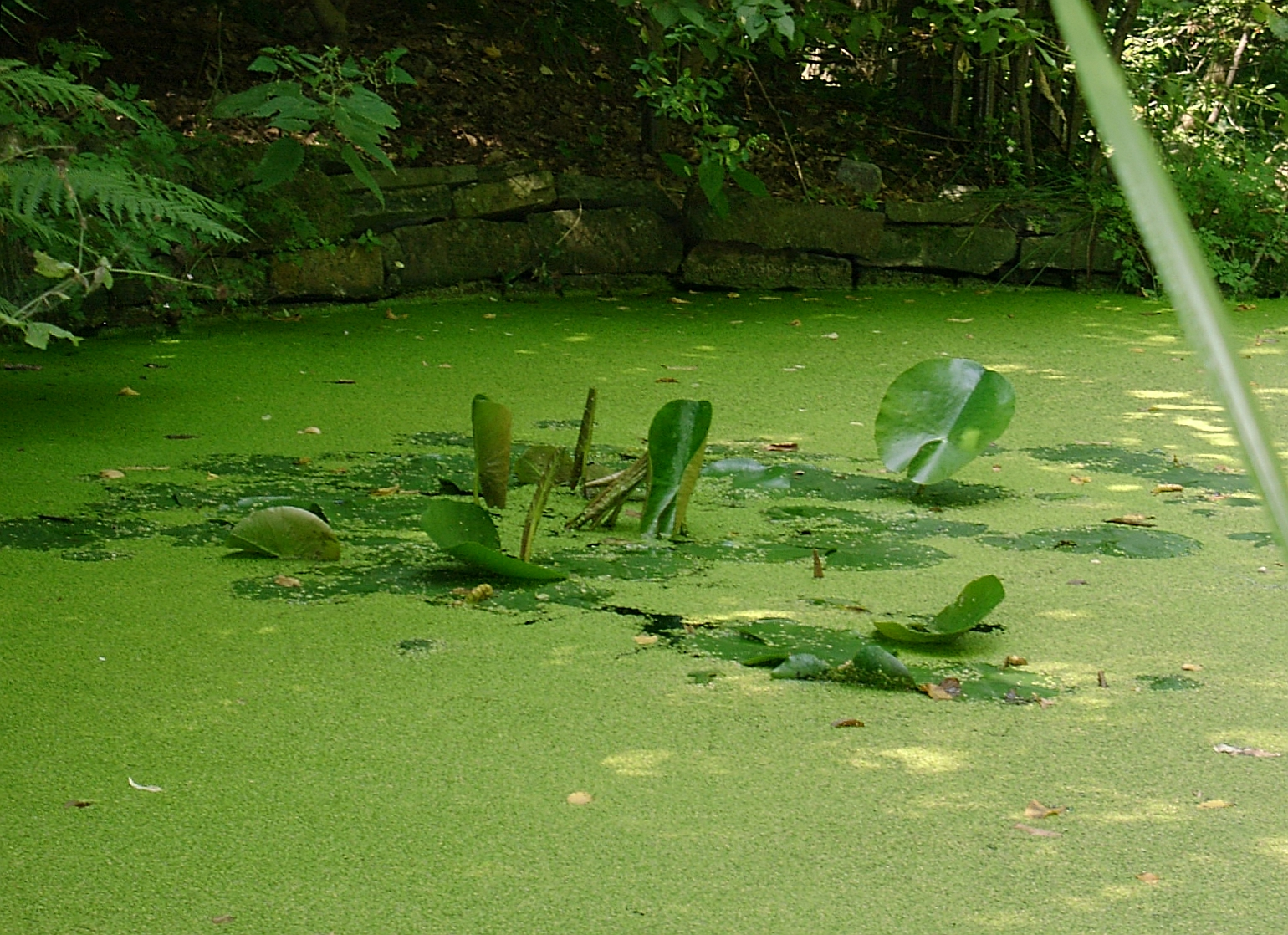
Oczko wodne pokryte rzęsą

Rośliny ozdobneRzęsy stosowane są jako rośliny ozdobne w stawach i oczkach wodnych, a także akwariach. Oprócz walorów dekoracyjnych rośliny te stanowią również pokarm dla ryb oraz oczyszczają wodę ze szkodliwych substancji chemicznych. Z uwagi na swoją niezwykłą ekspansywność często są one jednak uważane za uciążliwy chwast. Kontrola nad rzęsą jest bardzo trudna, szczególnie w otwartych zbiornikach wodnych. Do eksterminacji tej rośliny stosuje się herbicydy (są wrażliwe na kwas 2,4-dichlorofenoksyoctowy), metody kontroli biologicznej (wprowadzanie do zbiorników preferujących rzęsę tilapii i amura białego), a także kontroli mechanicznej.
Inne zastosowaniaRzęsa drobna i rzęsa garbata służą do testowania wpływu pestycydów i innych substancji toksycznych na wyższe rośliny wodne. Testy bioindykacyjne z wykorzystaniem rzęsy prowadzone są również w Polsce.
W Indiach przeprowadzono, z pozytywnym wynikiem, badania nad wykorzystaniem rzęsy garbatej do produkcji bioetanolu, a rzęsy drobnej do produkcji biogazu. Również w Polsce prowadzone są badania nad wykorzystaniem biomasy rzęsy jako źródła energii odnawialnej.